# Milly Shapiro
Amelia "Milly" Shapiro (Tampa, Florida, 16 de julio de 2002) es una actriz y cantante estadounidense, reconocida por interpretar el papel de Charlie en la película de terror de 2018 Hereditary, de Matilda Wormwood en la producción de Broadway de Matilda y de Sally Brown en la obra Off-Broadway You're a Good Man, Charlie Brown. Shapiro nació con una enfermedad genética conocida como disostosis cleidocraneal.

## Filmografía

### Teatro
| Año     | Título                           | Papel            |
| ------- | -------------------------------- | ---------------- |
| 2013–14 | Matilda the Musical              | Matilda Wormwood |
| 2016    | You're a Good Man, Charlie Brown | Sally Brown      |

### Cine
| Año  | Título     | Papel          |
| ---- | ---------- | -------------- |
| 2018 | Hereditary | Charlie Graham |

### Televisión
| Año  | Título                       | Papel        | Notas       |
| ---- | ---------------------------- | ------------ | ----------- |
| 2018 | Splitting Up Together        | Emma Rebecca | 1 episodio  |
| 2019 | The Boulet Brothers' Dragula | Ella misma   | 1 episodio  |
| 2020 | JJ Villard's Fairy Tales     | Jezebel      | 2 episodios |